# Mahmud Rijad
Mahmud Rijad (ur. 1917, zm. 1992) – dyplomata egipski, ambasador Egiptu w Syrii w 1955, przedstawiciel Zjednoczonej Republiki Arabskiej (Egiptu) w ONZ w latach 1962–1964, minister spraw zagranicznych Egiptu w latach 1964–1972, wicepremier w latach 1970–1972, sekretarz generalny Ligi Państw Arabskich w latach 1972–1979.